# 知多自動車学校
有限会社知多自動車学校（ちたじどうしゃがっこう、英: Chita driving school）は、愛知県半田市にある愛知県公安委員会指定の自動車学校を運営する名鉄グループの企業。

## 取得免許
- 普通自動車免許（MT車・AT車）
- 準中型自動車免許
- 中型自動車免許
- 大型自動車免許
- 大型特殊免許
- 牽引免許
- 普通自動車第二種免許（MT車・AT車）

## 所在地
愛知県半田市柊町2-13-3

## 交通アクセス
- 名鉄河和線 知多半田駅およびJR武豊線 半田駅より送迎バスで約10分。
- 名鉄河和線 住吉町駅よりシャトルバスで約5分。